# إيرين غراي
إيرين غراي (بالإنجليزية: Erin Gray)‏ هي عارضة وممثلة أمريكية، ولدت في 7 يناير 1950 في الولايات المتحدة.

## أعمال

### أفلام
- (1993) جيسون يذهب إلى الجحيم الجمعة الأخيرة

## وصلات خارجية
- إيرين غراي على موقع IMDb (الإنجليزية)
- إيرين غراي على موقع روتن توميتوز (الإنجليزية)
- إيرين غراي على موقع ألو سيني (الفرنسية)
- إيرين غراي على موقع أول موفي (الإنجليزية)
- إيرين غراي على موقع قاعدة بيانات الأفلام السويدية (السويدية)
- إيرين غراي على موقع إن إن دي بي (الإنجليزية)
- إيرين غراي على موقع قاعدة بيانات الفيلم (الإنجليزية)
- إيرين غراي على موقع كينوبويسك (الروسية)